# Левченко Людмила Григорівна
Людмила Григорівна Левченко (2 січня 1950, с. Гавришівка Магдалинівського району Дніпропетровської області — 12 жовтня 2018, Дніпро) — українська поетеса, авторка книжок для дітей, вихователь. Член Національної спілки письменників України.

## Біографія

### Навчання
Людмила Левченко народилася у 02 січня 1950 року у с. Гавришівка Магдалинівського району Дніпропетровської області. По закінченню восьми класів у школі с. Малокозирщина, навчалася у Дніпропетровську, де закінчила 10 класів. Через взяття на облік у КДБ не змогла вступати до вищих навчальних закладів, тому отримала спеціальну освіту у Дніпропетровському педагогічному училищі (вихователь-логопед).

### Трудова та громадська діяльність
Після закінчення училища, Людмила Левченко працювала вихователем у дитячих дошкільних закладах. У 1991 році організувала та була керівником міської молодіжної літературної студії «Лілея» при обласній філії НСПУ; брала активну участь у культурному житті міста.

### Літературна діяльність
Віршувати почала у шкільні роки. Першим літературним наставником і рецензентом ранніх поезій Левченко був її вчитель української мови та літератури Гаврило Прокопенко.
Працюючи у дошкільних дитячих закладах Дніпропетровська, вечорами відвідувала Обласне літературне об'єднання та літературну студію «Плавка».
Перші публікації Людмили Левченко з'явилися у літературному альманасі «Вітрила» та журналі «Прапор» у 1976—1977 роках.
Однак перша збірка поезій «Стоїть над ружами душа» вийшла аж через 20 років у 1997 р. (перевидана у 2000). Потім побачили світ збірки «Дзвони степу» (2001), «Райське яблучко» (2007). Названі збірки засвідчили непересічні творчі здібності Левченко, яка здатна емоційно поєднувати фантастичне з реальним, заглядати у потаємні глибини людської душі.
Переважна більшість поезій Левченко присвячена рідному краю, звідки поетеса черпала для себе силу й натхнення («Он в'ється стежка в спориші», «Перлина», «Хатина», «Я повертаюся в село», «Стоїть над ружами душа», «Я відкрию вам свою душу»).
Закономірно входить у цю тему мотив пам'яті («Жоржини», «Залита золотом дорога»). Для Людмили Левченко відчуття пам'яті — це, перш за все, відчуття свого роду. Корінь її козацького роду вріс у рідну землю, через яку проходить зримий зв'язок поетеси з її родоводом і народом.
Збірки Левченко багаті й лірикою кохання. Поетеса обстоює думку про неповторність «одним одного почуття на все життя» («Я вся з листочків і без краю», «Я ще ніколи до краси живої…», «Межа»).
У її творчому доробку цілий ряд віршів філософського спрямування («Два голуби білий і чорний», «Дядько Іван», «В дитинстві», «Билина», «Вічність»).
Людмила Левченко також відома дитяча письменниця. Досвід багатолітнього спілкування з дітьми, знання дитячої психології, оригінальний поетичний талант допомогли створити радісні, емоційні, сповнені добра і любові вірші для маленького читача. У 1989 році виходить її збірка віршів для дошкільнят «Півень — сурмач». Затим «Кольорова грядка» (1998), «Лічилка» (1998), «Хто яким вдався» (1999), «Скільки в жабки жабенят» (1999), «Гарні рядна з кропиви» (1999), «Навіщо птахові гніздо» (2001), «Золотий бриль» (2002), «Пташечка — перепілочка» (2006).
Крім того, Людмила Левченко є співавторкою збірки «Книжкова веселка. Дитячі письменники рідного краю»  та книги «Сяєво Жар-Птиці: Антологія літератури для дітей та юнацтва Придніпров'я», надрукованих у 2009 році.
Книжка «Півень — сурмач» у 1989 році була визнана кращою дитячою книгою року. А після виходу «Золотого бриля» Людмила Левченко критиками була названа однією з кращих дитячих письменниць України. У подальші роки її твори були включені до шкільних «Читанок» для дітей молодшого шкільного віку.
Накопичений професійний та творчий досвід дозволив Людмилі Левченко проявити себе в літературно — педагогічній діяльності. У 1990 році вона створила літературну студію для дошкільнят та молодшого шкільного віку «Любисток» та студію для обдарованої молоді «Лілея», які пізніше були об'єднані в одну. З часу створення і до 2010 року студії працювали у музеї «Літературне Придніпров'я».
З перших днів свого існування «Лілея» органічно влилася у літературний процес Придніпров'я. Завдяки Людмилі Левченко студія стала потужною і цікавою. Її учасники неодноразово ставали лауреатами Всеукраїнських фестивалів поезії. В студійцях «Лілеї» відомі критики, досвідчені письменники побачили талановитих авторів поезії і прози. 12 учасників студії стали членами Національної Спілки письменників України. З-поміж них Леся Мудрак, Наталя Федько, Оксана Ігнатенко, Наталя Дев'ятко. Завдяки Людмилі Левченко у 2000-ті роки у видавництві «Ліра» вийшло 70 поетичних збірок молодих авторів під рубрикою «Молода муза».